# Good Vibes (Nayt)
Good Vibes è un singolo del rapper italiano Nayt, pubblicato il 7 novembre 2019.
Il brano vede la partecipazione di Gemitaiz

## Tracce
1. Good Vibes (feat. Gemitaiz) – 2:53

## Classifiche
| Classifica (2019) | Posizione massima |
| ----------------- | ----------------- |
| Italia            | 68                |